# Archer (Florida)
Archer è un comune degli Stati Uniti d'America, situato in Florida, nella Contea di Alachua.